# Râul Valea Mărului, Cenușa
Râul Valea Mărului (Cenușa) este un afluent de dreapta al râului Cenușa. 

## Generalități
Râul Valea Mărului (Cenușa) nu are afluenți semnificativi.

## Hărți
- Harta județului Brașov
- Harta Munților Făgăraș  Arhivat în 8 septembrie 2013, la Wayback Machine.
- Harta Munților Piatra Craiului  Arhivat în 27 mai 2008, la Wayback Machine.